# 허리케인 해티
허리케인 해티 (Hurricane Hattie)는 1961년의 9번째 허리케인이다. 벨리즈의 수도였던 벨리즈시티에서 이 허리케인으로 인해 많은 피해를 입게 되어 수도를 벨모판으로 이전했다.

## 허리케인의 진행

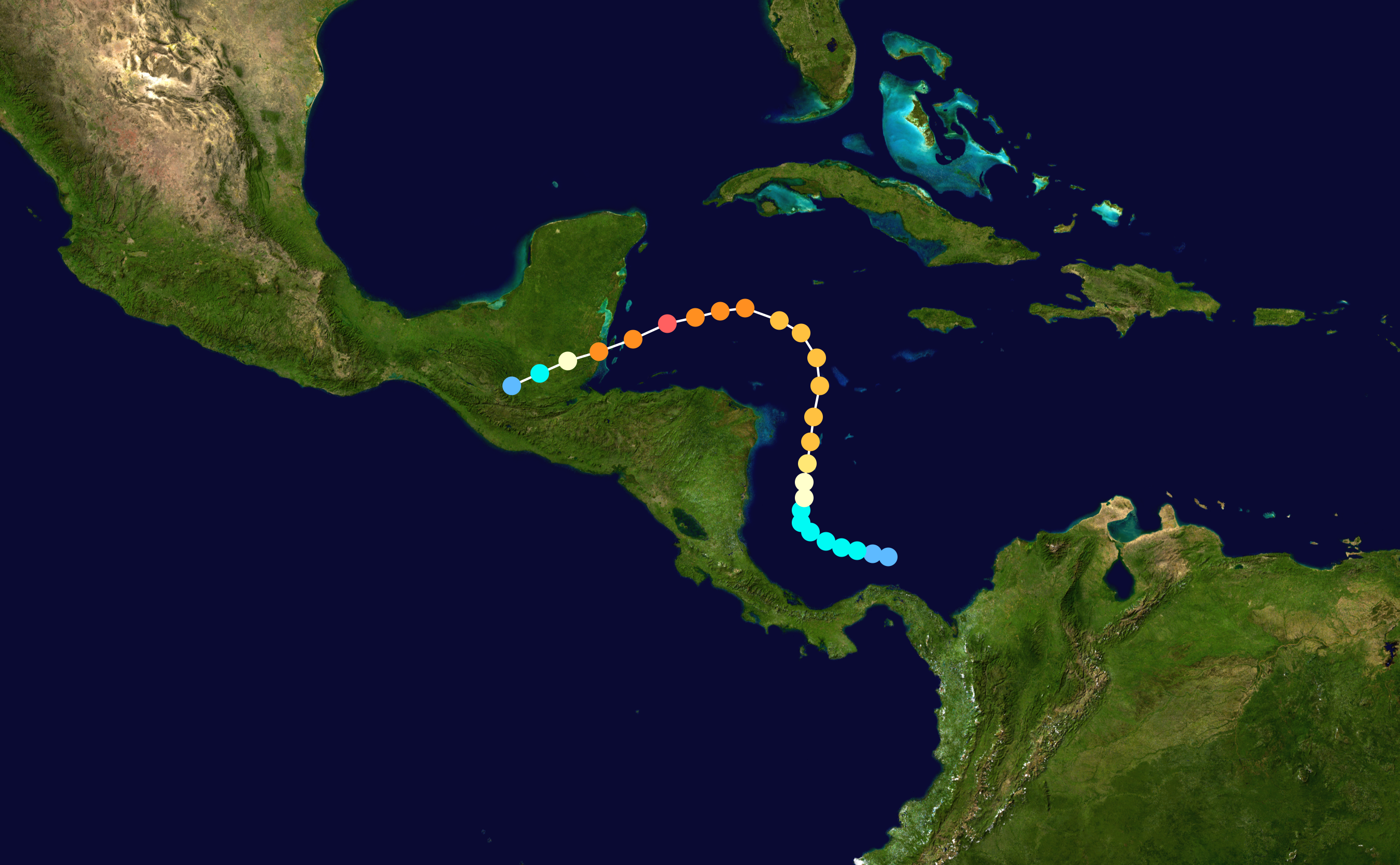
허리케인 해티의 경로

1961년 10월 말에 파나마 운하 북쪽 카리브해에서 저기압이 발생하였다.
10월 25일, 이 저기압은 북쪽으로 이동했다.
10월 27일, 마이애미 기상청은 열대폭풍 해티 주의보를 발령하기 시작했다.
열대폭풍 해티는 북쪽으로 계속 이동하여 산안드레스섬의 옆을 지나갔다. 한 관측소에서 991hPa, 130km/h의 바람을 관측했다.
해티가 허리케인으로 격상된것이다.
10월 28일 늦은 오후, 허리케인 헌터는 중심 근처에서 200km/h의 바람을 관측했다.
10월 29일, 허리케인 해티는 케이맨 제도와 쿠바 서부에 영향을 줄 것으로 예상했다.
허리케인 해티는 하루 동안 강해지지 않고
있다가 다시 강해지기 시작했다. 허리케인 해티의 중심은 그랜드 케이맨 남서쪽 약 145km를 지나갔다.
10월 30일 허리케인 헌터는 225km/h의 바람을 관측했다. 허리케인 해티의 중심 기압은 924hPa까지 떨어졌다.
그 후로도 계속 중심기압이 떨어지고 있었다. 허리케인 헌터는 허리케인 해티의 중심에서 920hPa를 관측하였다. 허리케인 해티는 케이맨 제도와 스완 제도 사이를 지나 남서쪽으로 경로가 바뀌었다.
허리케인 해티는 멕시코와 영국령 온두라스 국경에서 동쪽으로 약 310km 떨어진 곳에서 중심기압 914hPa, 최대 풍속 270km/h의 세력으로 최성기를 맞았다.
허리케인 해티는 영국령 온두라스 해안을 향해 가면서 최성기 세력을 계속 유지했다.
허리케인 해티는 여러 섬을 통과한 후,
10월 31일 벨리즈시티 남쪽에 최대 풍속 240km/h의 세력으로 상륙하였다.
허리케인 해티는 상륙 후 빠르게 약화되며,
11월 1일 허리케인 해티는 과테말라 육상에서 소멸하였다.

## 같이 보기
- 허리케인 미치
- 벨리즈시티
- 벨모판